# Graça Castanheira
Maria da Graça Castanheira (Angola, 1962) é uma cineasta, argumentista, realizadora portuguesa da área do documentário.

## Biografia
Nasceu na localidade de Caholo, município da Humpata, província da Huíla, em Angola, em 1962 onde viveu até aos nove anos. O pai, professor de latim e grego, foi perseguido pela PIDE e foi alvo de um processo disciplinar, o que leva a família a partir para Moçambique, onde residem até a Revolução de 25 de Abril de 1974, altura em que regressam a Portugal.
Forma-se em Cinema em 1989 na Escola Superior de Teatro e Cinema do Instituto Politécnico de Lisboa, na qual é actualmente professora de Cinema Documental e de Prática de Realização.
Realizadora de documentários e de séries documentais, foi distinguida com inúmeros prémios ao longo da sua carreira.
Faz parte do grupo fundador da Apordoc - Associação pelo Documentário que promove o festival DocLisboa.
Criou em 2008 a sua própria empresa de produção e pós-produção - Pop Filmes.

## Prémios
- Logo Existo, recebeu uma Menção Honrosa na Secção Melhor Documentário no DocLisboa de 2006
- Angst foi distinguido em 2011 com:[5][6]
  - Prémio Ulisses de Melhor Documentário do festival francês CINEMED - Festival Cinéma Mediterranéen de Montpellier (2011) [7][8]
  - Menção Honrosa na competição internacional e o Prémio da Juventude Universidade Lusófona no festival CineEco 2011 [9]
  - Prémio de Melhor Documentário Troféu Andorinha Curta no  CINEPORT - Festival de Cinema de Países de Língua Portuguesa (Brasil) 2011 [3]
- Rua da Estrada, foi distinguido com:
  - Melhor curta nacional na categoria documentário no Arquitecturas Lisbon Film Festival (Portugal) em 2014 [10][11]
  - Nomeado para o Prémio Sophia de 2013 na categoria de Melhor Curta-Metragem em Formato de Documentário [12]

## Filmografia
- 1997 - Céu Aberto [13]
- 1999 - Dois Mundos [14]
- 2001 - Outubro [15]
- 2006 - Logo Existo [16]
- 2006 - Laura, inquietação de estar viva [17][18]
- 2008 - A Catedral [19]
- 2009 - Fernando Lopes Graça [20]
- 2010 - Maria de Lourdes Pintasilgo [21]
- 2010 - A Casa e a Cidade [22]
- 2010 - Angst [23]
- 2011 - Cota Zero [24]
- 2011 - O Tempo e o Modo [1][25]
- 2012 - João Salaviza [26]
- 2012 - A Rua da Estrada [27][28]
- 2013 - Casa de Eros (curta)[29]
- 2016 - Paraíso [30]
- 2017 - Tributo a Francisco Varatojo [31][32]
- 2017 - A Pedra Não Espera [33][34]
- 2020 - Herdeiros de Saramago (série documental) [35]